# エルゼ・フレベー
エルゼ・フレベー（ドイツ語: Else Flebbe）は、ドイツ出身のフィギュアスケート選手（女子シングル・ペア）。パートナーはルドルフ・アイレルズ。1928年サンモリッツオリンピックドイツ代表。

## 主な戦績
- 1923-24シーズンはルドルフ・アイレルズとペア。
- 1927-28シーズン以降は女子シングル。

| 大会/年      | 1923-24 | 1927-28 | 1930-31 |
| ------------ | ------- | ------- | ------- |
| オリンピック |         | 15      |         |
| 欧州選手権   |         |         | 8       |
| ドイツ選手権 | 1       |         |         |